# Liste der Bürgermeister von Zuidplas
Dieses ist die Liste der Bürgermeister von Zuidplas in der niederländischen Provinz Südholland seit der Gründung der Gemeinde am 1. Januar 2010.
| Bürgermeister | Bürgermeister  | Partei | Partei | Amtszeit  | Anmerkungen   |
| ------------- | -------------- | ------ | ------ | --------- | ------------- |
|               | André Bonthuis |        | PvdA   | 2010      | kommissarisch |
| Gert-Jan Kats | Gert-Jan Kats  |        | SGP    | 2010–2019 |               |
|               | Servaas Stoop  |        | SGP    | 2019      | kommissarisch |
|               | Han Weber      |        | D66    | 2019–     | [ 2 ]         |